# Ministri degli esteri del Pakistan
I ministri degli esteri  del Pakistan fino ad oggi sono i seguenti.

## Ministri degli esteri del Pakistan
| N.   | Nome                          | Inizio mandato    | Fine mandato      |
| ---- | ----------------------------- | ----------------- | ----------------- |
| 1    | Muhammad Zafarullah Khan      | 27 dicembre 1947  | 24 ottobre 1954   |
| 2    | Muhammad Ali Bogra            | 24 ottobre 1954   | 11 agosto 1955    |
| 3    | Hamidul Huq Choudhury         | 28 settembre 1955 | 12 settembre 1956 |
| 4    | Feroz Khan Noon               | 14 settembre 1956 | 7 ottobre 1958    |
| 5    | Manzur Qadir                  | 29 ottobre 1958   | 8 giugno 1962     |
| 6    | Muhammad Ali Bogra            | 13 giugno 1962    | 23 gennaio 1963   |
| 7    | Zulfiqar Ali Bhutto           | 24 gennaio 1963   | 30 giugno 1966    |
| 8    | Syed Sharifuddin Pirzada      | 20 luglio 1966    | 25 aprile 1968    |
| 9    | Mian Arshad Hussain           | 25 aprile 1968    | 4 aprile 1969     |
| 10   | Yahya Khan                    | 5 aprile 1969     | 20 dicembre 1971  |
| 11   | Zulfiqar Ali Bhutto           | 20 dicembre 1971  | 28 marzo 1977     |
| 12   | Aziz Ahmed                    | 30 marzo 1977     | 5 luglio 1977     |
| 13   | Agha Shahi                    | 14 gennaio 1978   | 9 marzo 1982      |
| 14   | Sahabzada Yaqub Khan          | 21 marzo 1982     | 1 novembre 1987   |
| 15   | Sahabzada Yaqub Khan          | 9 giugno 1988     | 20 marzo 1991     |
| 16   | Abdul Sattar (Acting)         | 23 luglio 1993    | 19 ottobre 1993   |
| 17   | Farooq Leghari                | 19 ottobre 1993   | 14 novembre 1993  |
| 18   | Asif Ahmad Ali                | 16 novembre 1993  | 4 novembre 1996   |
| 19   | Sahabzada Yaqub Khan (Acting) | 11 novembre 1996  | 24 febbraio 1997  |
| 20   | Gohar Ayub Khan               | 25 febbraio 1997  | 7 agosto 1998     |
| 21   | Sartaj Aziz                   | 7 agosto 1998     | 12 ottobre 1999   |
| 22   | Abdul Sattar                  | 6 novembre 1999   | 14 giugno 2002    |
| 23   | Khurshid Mahmud Kasuri        | 23 novembre 2002  | 15 novembre 2007  |
| 24   | Inam-ul-Haq (Acting)          | 15 novembre 2007  | 24 marzo 2008     |
| 25   | Shah Mehmood Qureshi          | 31 marzo 2008     | 9 febbraio 2011   |
| 26   | Hina Rabbani Khar             | 11 febbraio 2011  | 16 marzo 2013     |
| (27) | Sartaj Aziz                   | 7 giugno 2013     | In carica         |